# Gouvernement Gabès
Das Gouvernement Gabès (arabisch قابس, DMG Qābis) ist eines der 24 Gouvernements in Tunesien. Es befindet sich im Südosten des Landes, etwa 400 km (Fahrtstrecke) südlich von Tunis an der Mittelmeerküste in Höhen von 0 bis 200 m ü. d. M. und umfasst eine Fläche von 7175 km² (ca. 4,4 % der Gesamtfläche Tunesiens). Die Bevölkerungszahl beträgt etwa 375.000. Die Hauptstadt der Region ist die gleichnamige Stadt Gabès. Das Gouvernement wurde am 21. Juni 1956 gegründet.

## Delegationen

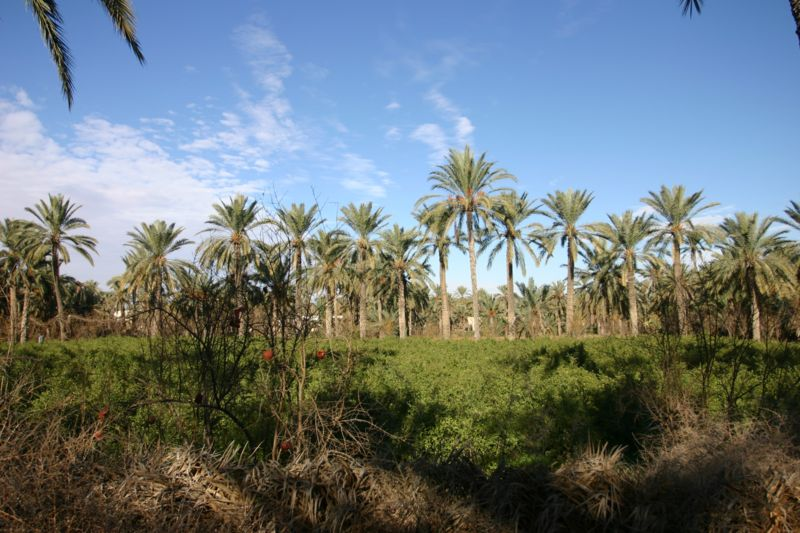
Palmenoase bei Gabès

Das Gouvernement umfasst zehn Delegationen:
| Delegation       | Einwohner 2004 | Einwohner 2014 |
| ---------------- | -------------- | -------------- |
| El Hamma         | 62.390         | 73.512         |
| Gabès Medina     | 47.057         | 46.731         |
| Gabès Ouest      | 28.389         | 31.768         |
| Gabès Sud        | 61.699         | 74.422         |
| Ghannouch        | 22.681         | 28.051         |
| Mareth           | 61.340         | 63.122         |
| Matmata          | 5.766          | 4.444          |
| Nouvelle Matmata | 15.969         | 14.224         |
| Menzel El Habib  | 11.477         | 10.148         |
| Méthouia         | 25.862         | 27.878         |
| Summe            | 342.630        | 374.300        |

## Klima
Die durchschnittlichen Temperaturen liegen – in Abhängigkeit von der Höhe und der Bewölkung – zwischen 2 und 12 °C in den Winternächten bzw. zwischen 10 und 25 °C am Tage; die sommerlichen Temperaturen liegen meist im Bereich zwischen 30 und 40 °C am Tag bzw. zwischen 10 und 30 °C in der Nacht. Die jährlichen Niederschlagsmengen schwanken meist zwischen ca. 150 und 250 Millimeter.

## Wirtschaft
Die Kultivierung von Dattelpalmen ist noch immer der dominante Wirtschaftssektor der Region; dazwischen wird Gemüse (Erbsen, Bohnen etc.) angebaut. Im Hinterland wird auch etwas Viehzucht (Schafe, Ziegen) betrieben. Der Fischereihafen von Gabès ist ebenfalls von regionaler Bedeutung.

## Natur
Die Region ist weitgehend halbwüsten- bis wüstenartig; dazwischen gibt es einige wenige Oasen. Erwähnenswert ist überdies das Chott el Fedjadj, ein in die Region hineinragender östlicher Zipfel des meist ausgetrockneten Chott el Djerid.

## Geschichte

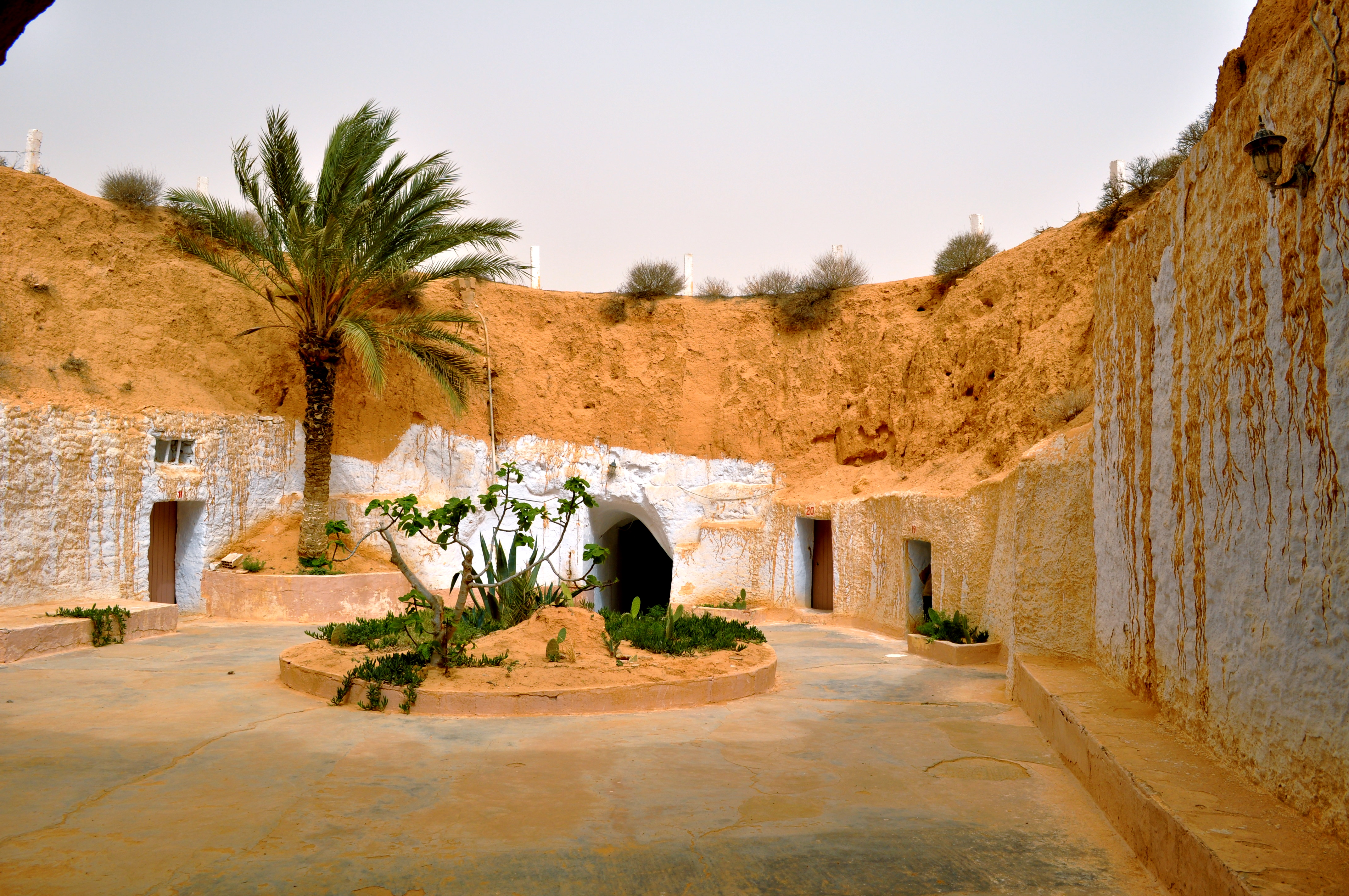
Höhlenwohnungen bei Matmata

Die wenigen Oasen sind seit Jahrtausenden von Berbern besiedelt; daneben war die Region ein Durchzugsgebiet für Handelskarawanen. Nur einige wenige Überreste bezeugen die Anwesenheit der Römer. Die Bewohner der Region nahmen den Islam nur sehr zögerlich an.

## Kultur
Aus römischer Zeit sind nur spärliche Zeugnisse erhalten. Im Gouvernement befinden sich die Höhlenwohnungen der Berber von Matmata.